# Jean-Luc Outers
Jean-Luc Outers (Brüsszel, 1949. március 5. –) francia nyelvű belga író.

## Élete
Édesapja, Lucien Outers politikus és a vallon identitást követelő mozgalom tagja volt. Outers Belgium francia anyanyelvű közösségének Kulturális Minisztériumában irodalmi tanácsadó. A francia nyelvű belga irodalmat népszerűsítő, kéthavonta megjelenő Le carnet et les instants irodalmi folyóirat szerkesztője.
1993-ban neki ítélték a Victor Rossel‑díjat a Corps des métier, 2008-ban pedig a Victor Rossel-Iifjúsági díjat a Le Voyage de Luca című műveiért. A L'Ordre du jour (Napirend) című regényét Michel Khleifi, palesztin származású, Belgiumban élő rendező vitte filmre.

## Művei
- L'Ordre du jour, 1987
- Corps de métier, 1992
- La place du mort, 1995
- La Compagnie des eaux, 2001
- Le Bureau de l’heure, 2004
- Le Voyage de Luca, 2007
- Lettres du plat pays, 2010
- De courte mémoire, 2011
- De jour comme de nuit, 2013
- Donc c'est non, 2016
- Le dernier jour, 2017

## Magyarul megjelent művei
- Napirend; ford., utószó Lackfi János; Széphalom Könyvműhely, Bp., 2006 ISBN 9789637486487
- Vaktérkép. Regény; ford. Bárdos Miklós; Göncöl, Bp., 2011 ISBN 9789639183711
- Vízművek; ford. Schultz Ádám; L'Harmattan, Bp., 2011 (Valahol Európában)  helytelen ISBN kód: 9632363653

## Fordítás
- Ez a szócikk részben vagy egészben  a   Jean-Luc Outers című francia Wikipédia-szócikk fordításán alapul.  Az eredeti cikk szerkesztőit annak laptörténete sorolja fel. Ez a jelzés csupán a megfogalmazás eredetét és a szerzői jogokat jelzi, nem szolgál a cikkben szereplő információk forrásmegjelöléseként.